# Navarredonda de Gredos
Navarredonda de Gredos település Spanyolországban, Ávila tartományban. Navarredonda de Gredos El Hornillo, El Arenal, Hoyos del Espino, San Martín de la Vega del Alberche, San Martín del Pimpollar, Navadijos és Hoyos de Miguel Muñoz községekkel határos. Lakosainak száma 446 fő (2024).

## Népesség
A település népessége az utóbbi években az alábbiak szerint változott:
| Lakosok száma | 489  | 469  | 469  | 461  | 472  | 492  | 458  | 434  | 424  | 446  |
|               | 2001 | 2004 | 2006 | 2009 | 2011 | 2014 | 2016 | 2019 | 2021 | 2024 |